# MFV Walery Gdy-116
MFV Walery Gdy-116 – polski superkuter rybacki. Jednostki bliźniacze MFV Hilary Gdy-115, MFV January Gdy-117, MFV Ksawery Gdy-118, MFV Aleksy Gdy-119, MFV Damazy Gdy-120. Statek podniósł polską banderę 14 maja 1947 roku, wycofany z eksploatacji został po 1970 roku.

## Historia

### Budowa
Mały trawler motorowy typu „y” (w końcu lat 40. przeklasyfikowany na superkuter rybacki typu MFV-75), zbudowany dla Polski, w ramach pomocy UNRRA (nr kontraktu D 3148), przez szkocką stocznię James V. Hepburn & Co, Ltd z Aberdeen.
Polską banderę podniósł 14 maja 1947 roku.

### Służba
Po podniesieniu polskiej bandery, rozpoczął służbę w barwach Przedsiębiorstwa Połowów Dalekomorskich „Dalmor”, spółka z o.o. z Gdyni; był klasyfikowany wówczas jako „trawler motorowy 75-stopowy” i poławiał na Bałtyku. W 1948 roku dokonał nieudanych próbnych połowów na Fladen Grund na Morzu Północnym w oparciu o porty duńskie. W początku marca 1949 roku, przekazany nowo powstałemu Państwowemu Przedsiębiorstwu Połowów Morskich „Barka” ze Świnoujścia, zmienił wtedy nazwę na Świ-58. W wyniku reorganizacji „Barki” w dniu 1 stycznia 1951 roku został przekazany do Przedsiębiorstwa Połowów i Usług Rybackich „Arka” w Gdyni, co spowodowało zmianę nazwy na Arka 96 Gdy-252. Jeszcze w tym samym miesiącu zmieniono mu znak rybacki na Wła-67, a kuter przebazowano do władysławowskiego oddziału „Arki”. 1 stycznia 1955 roku wszedł w skład nowo utworzonego Przedsiębiorstwa Połowów i Usług Rybackich „Szkuner” we Władysławowie i zmienił nazwę na Wła-67. W 1959 roku przekazany został do Przedsiębiorstwa Połowów i Usług Rybackich „Koga” w Helu, przemianowano go na Hel-103. W 1962 roku został przebudowany na statek łącznikowy, pod nową nazwą Iwona, woził pracowników „Kogi” z Gdyni do Helu.

### Losy końcowe
Wycofany z eksploatacji po roku 1970.

## Pełna charakterystyka
- Radiowy sygnał wywoławczy SPDO
- Nazwy i oznaki rybackie
  - do marca 1949: Walery Gdy-116
  - od marca 1949: Świ-58
  - od 1 stycznia 1951: Arka 96 Gdy-252
  - od stycznia 1951: Arka 96 Wła-67
  - od 1 stycznia 1955: Wła-67
  - od 1959: Hel-103
  - od 1962: Iwona
- Klasyfikacja (rodzaj) statku
  - do marca 1949: trawler motorowy
  - od marca 1949: superkuter rybacki
  - od 1962: statek łącznikowy
- Podniesienie bandery 14 maja 1947
- Stocznia James V. Hepburn & Co., Ltd, Aberdeen (Wielka Brytania)
- Pojemność brutto 78 RT
- Pojemność netto 26 RT
- Nośność 40 ton
- Długość całkowita 24,0 m
- Długość między pionami 22,0 m
- Szerokość 5,8 m
- Zanurzenie około 2,5 m
- Napęd 1 silnik Ruston & Hornsby(inne języki), 6-cylindrowy
- Moc napędu 240 KM
- Liczba śrub 1
- Prędkość eksploatacyjna 9 węzłów
- Liczba pokładów 1
- Liczba członków załogi 6-8 osób
- Armator
  - do marca 1949: Przedsiębiorstwo Połowów Dalekomorskich „Dalmor”, spółka z o.o., Gdynia
  - od marca 1949: Państwowe Przedsiębiorstwo Połowów Morskich „Barka”, Świnoujście
  - od 1 stycznia 1951: Przedsiębiorstwo Połowów i Usług Rybackich „Arka”, Gdynia
  - od 1 stycznia 1955: Przedsiębiorstwo Połowów i Usług Rybackich „Szkuner”, Władysławowo
  - od 1959: Przedsiębiorstwo Połowów i Usług Rybackich „Koga”, Hel
- Port macierzysty
  - do marca 1949: Gdynia
  - od marca 1949: Świnoujście
  - od 1 stycznia 1951: Gdynia
  - od 1 stycznia 1955: Władysławowo
  - od 1959: Hel
- Bandera polska
- Towarzystwo klasyfikujące statek Polski Rejestr Statków
- Numer PRS 41108
- wycofany z eksploatacji po 1970
- Jednostki bliźniacze: mfv Hilary Gdy-115, mfv January Gdy-117, mfv Ksawery Gdy-118, mfv Aleksy Gdy-119, mfv Damazy Gdy-120